# Giordano Giacomello
Giordano Giacomello (Montereale Valcellina, 26 luglio 1910 – Roma, 23 giugno 1968) è stato un chimico italiano.

## Biografia
Dopo la laurea in chimica e farmacia a Padova (1933), dove fu allievo di Miolati e Sandonnini. Si dedicò alla ricerca scientifica, sia nell'ambito della chimica inorganica che della organica. Nel periodo precedente la seconda guerra mondiale poté frequentare alcuni fra i più importanti centri di ricerca europei:  il Politecnico di Zurigo da Leopold Ruzicka, i laboratori IG Farben di Vienna diretti da Hermann Mark, il Laboratorio Cavendish di Cambridge da Bernal, dove conobbe Dorothy Crowfoot e Max Ferdinand Perutz con i quali rimase in contatto per tutta la vita.
Dopo la seconda guerra mondiale, nel 1948 vinse il concorso per la cattedra di chimica farmaceutica e tossicologica all'Università di Roma, fece importanti ricerche nell'ambito della chimica strutturistica, della radiochimica, della chimica nucleare e della chimica farmaceutica. Fu nominato direttore dei centri di chimica nucleare e di strutturistica chimica del CNR, direttore dell'Istituto Superiore di Sanità, membro del Comitato scientifico e tecnico dell'Euratom, membro del Consiglio superiore della sanità e del Consiglio superiore dell'agricoltura e foreste. Fu accolto inoltre all'Accademia nazionale dei Lincei e alla Pontificia accademia delle scienze.